# رالف لورنس برینستر
رالف لورنس برینستر (انگلیسی: Ralph L. Brinster؛ زادهٔ ۱۰ مارس ۱۹۳۲ ‏(۹۳ سال)) یک دانشمند در زمینه ژنتیک اهل ایالات متحده آمریکا است.
وی همچنین برنده جوایزی همچون نشان ملی علوم شده است.